# Ohrid-régió
Az Ohrid-régió Észak-Macedónia és Albánia határvidékén elterülő Ohridi-tavat 1979 óta, illetve a tó macedóniai, északkeleti partvidékén, Ohrid városában és környékén található történelmi-kulturális épületegyüttest 1980 óta magában foglaló UNESCO természeti-kulturális világörökségi helyszín. 2019-től albániai területekkel kibővülve magában foglalja a Lin halászfalunak otthont adó földnyelvet és az attól északra húzódó partvidéket, valamint az ókeresztény lini bazilikát.

## Természeti világörökség: az Ohridi-tó
Az Ohridi-tó a Balkán-félsziget legöregebb, mintegy 5 millió évvel ezelőtt keletkezett tava. Az átlagosan 155 méter mély tó vizét elsősorban föld alatti források táplálják, s az egyetlen Fekete-Drin vezeti el, ennek következményeként a tó vízkicserélődési ciklusa hetven évre tehető. Források táplálta, szűrt vize kevés mikrobiológiai szennyező- vagy tápanyagot tartalmaz, oxigénben gazdag, s ennek köszönhetően rendkívül tiszta.
Az Ohridi-tó hidrológiai adottságainál fogva rendkívül sajátos ökoszisztémával rendelkezik, a benne élő fajok mintegy fele endemikus, azaz csak itt honos. Az eddig leírt több mint kétszáz endemikus faj között számon tartanak nyolc ponty- és két lazacfélét is. Hasonlóan jelentős a part menti nádasokban áttelelő vízi- és ragadozómadár-állomány.
A tó törékeny ökoszisztémáját erősen veszélyezteti a turizmus és a part menti települések lakosságának növekedése. A környezetszennyezés és a hosszú vízkicserélődési ciklus következményeképpen az utóbbi években eutrofizáció figyelhető meg a tóban, de természetvédelmi szempontból hasonlóan problematikus a tó túlhalászása.

## Kulturális világörökség: Ohrid és környéke
Az Ohridi-tó északkeleti partján fekvő Ohrid (macedónul Охрид) mint fontos ortodox egyházi központ volt ismert a 10. századtól 1767-ig, s fénykorában „szláv Jeruzsálem”-ként emlegették. Pezsgő kulturális élet jellemezte, s ebből a korból napjainkra számos figyelemre méltó, bizánci stílusú templom maradt fenn. Ezek legjelentősebbike az egykori érseki főtemplom, a 11. századi Szent Zsófia-templom. Mellette említést érdemel a 13. századi Szent Kelemen-, a 14. századi Szent Zaum-, Bolnicki Szent Miklós-, a 15. századi Szent Konstantin és Heléna-, valamint a 18. századi Szent György-templom. Ohrid másik jelképe a II. Philipposz által épített, majd Sámuel cár által a 10. században kibővített fellegvár. 3 kilométer hosszan húzódó falát tizennyolc bástya és négy várkapu tagolja. Az óváros sokablakos, fehérre meszelt házai a 18–19. század építészetét idézik. Az 5. századi alapokon a 9. században újraépült Plaošnik városrészben a Szent Pantaleon- vagy Szent Kelemen-monostor a legrégibb fennmaradt szláv egyházi építészeti emlék, ahol Szent Kliment Ohridszki (Ohridi Szent Kelemen) sírja is található. Kaneo városrészben, festői környezetben található, a tó fölé magasodó szirtre épült, 15. századi Szent János-templom (Свети Јован Канео).
Ohrid vonzáskörzetében számos egyéb egyházi építészeti emlék maradt fenn, amelyek ma szintén a világörökség részét képezik. A 9–10. század fordulóján épült, a névadó szent sírját is magában foglaló Szent Naum-monostor, Ljubanista mellett az albán határ közelében szintén a tó partján található.
Az albán oldal két kiemelkedő kulturális emléke, a pogradeci vár és a lini bazilika 2011 óta szerepelt az UNESCO világörökségi javaslati listáján mint a már meglévő Ohrid-régió kiterjesztése. 2019-ben a szervezet döntésével Lin és környéke, valamint a bazilika az Ohrid-régió helyszíneként felkerült a világörökségi listára.

## Külső hivatkozások
- Az Ohrid-régió az UNESCO honlapján
- A plaošniki Szent Pantaleimon-monostorról (angolul)
- A Szent Naum-monostorról (angolul)